# 獻馬圖
《獻馬圖》又稱《畫馬屏風》，是臺灣畫家林玉山在1943年及1947年期間所完成的膠彩畫作品，該作品內容主要描繪第二次世界大戰末期，日本政府於臺灣徵集物資的實況，畫面以馬為主體，搭配一軍伕與木麻黃結構而成；原件現由高雄市立美術館典藏，並登錄為中華民國一般文物。

## 歷史
林玉山（1907-2004）是臺灣美術史上的重要畫家之一。在19歲時前往日本留學，在東京川端畫學校接受全面的專業美術教育。並自留學期間不斷精進技巧和創作能力，返臺後參與第一屆臺灣美術展覽會並獲得了入選。與郭雪湖、陳進一起被譽為「台展三少年」，成為了當時台灣藝壇的新秀畫家。
1940年代，林玉山在一次路上休息時，遇見十餘名軍伕牽引從民間徵調來的馬匹，馬背上則綁著日本國旗及太陽旗，並因而隨手速寫下這個情景，回家後創作成膠彩畫《獻馬圖》，裝裱為四連屏的屏風。
1947年，二二八事件發生後，林玉山為躲避搜查，將畫中的日本國旗改為中華民國國旗，然而當林玉山仍居住於嘉義時，由於畫中的右側兩屏在存放多年後，已因為蟲蛀和潮濕損壞。因此林玉山將畫作拆下，僅保存左邊兩屏。直到解嚴後，他的兒子林柏亭才首次看到此畫。
1999年，林玉山想將《獻馬圖》捐給高雄市立美術館，由於畫作需要修復重裱。林玉山則依憑記憶自行將右邊兩屏的缺損處補繪復原，至於前兩屏則不再更動。由於當時林玉山的畫室裡並無大畫桌可工作，面臨將屏風立起作畫之窘境，他仍堅持完成全幅作品後，才完整的畫作捐給美術館。
2019年10月26日，高雄市立美術館曾舉辦常設展覽《南方作為相遇之所》10月26日開幕，為表述「南方」文化於當代性的建構，《獻馬圖》則作為主要展示品對外展出。

## 作品內容
儘管畜獸畫是認為是林玉山一生創作中最擅長的畫材之一，然而對於馬的描繪僅出現在《獻馬圖》，《獻馬圖》的屏風表現形式被視為林玉山早期作品重要特色之一。在作品中，擔任構圖主體的馬匹和軍伕被置於畫面中央，並以簡單直接的方式描繪了物象主體，使主題清晰明確。右上角的木麻黃樹呈現斜向姿態，與向左稍偏的馬匹和人物形成平衡，營造出整體畫面的和諧感。整體風格則是以日本畫技法所描繪。
這幅畫中，韁繩的圓弧形連結了軍伕和馬匹，強調了人與物之間的緊密關係。軍伕和馬匹的重疊造成空間實體的增加，特別是褐色馬匹和軍伕的十字構圖，其交叉點正好成為畫面的重心和主體所在。此外，畫面的橫向伸展和馬匹的橫向移動，營造出開闊和寧靜的視覺效果。
由於1999年林玉山的補繪，補繪處的國旗則還原為日本國旗，並以嶺南畫派風格的渴筆繪製，當前畫作中左右兩半畫面則呈現一中一日的旗幟，直接反映了林玉山創作風格之變遷、1940-1950年期間臺灣歷史之氣氛，以及畫作曲折的創作過程。

## 外部連結
- 林玉山〈獻馬圖〉 - 高雄市立美術館